# Fléré-la-Rivière
Fléré-la-Rivière là một xã ở tỉnh Indre khu vực trung bộ Pháp. Xã này có diện tích 25,31 km², dân số thời điểm năm 1999 là 594 người. Khu vực này có độ cao trung bình 85 mét trên mực nước biển.